# HMS Ardent (H41)
Pour les autres navires du même nom, voir HMS Ardent.
Le HMS Ardent (H41) est un destroyer de classe A lancé pour la Royal Navy en 1929. Durant la Seconde Guerre mondiale, il participe notamment à l'escorte de plusieurs convois de l'Atlantique nord. En juin 1940, alors qu'il escorte le porte-avions HMS Glorious en compagnie du HMS Acasta, il est coulé par les croiseurs de bataille allemands Scharnhorst et Gneisenau lors de l'opération Juno.

## Histoire
En octobre 1939, il escorte le convoi HX 3. En décembre 1939, il escorte le convoi HX 11.